# Масахито (принц Хитати)
Масахито, принц Хитати (р. 28 ноября 1935 Токио, Япония) — японский принц, младший брат Акихито, императора на покое.

## Биография
Родился 28 ноября 1935 года в Токио в семье императора Сёва и императрицы Кодзюн. Учился в школе  Гакусюин, в 1944 году находился с братом принцем Цугу в эвакуации из-за опасности бомбардировок.
С 1947 по 1950 гг. обучался английскому языку вместе с братом и сёстрами.
Получил бакалавра химии в 1958 году, закончив университет Гакусюин, посвятил свою жизнь изучении онкологии, в 1997 году получил докторскую степень от университета Джорджа Вашингтона, а в 2001 году от университета Миннесоты.
С 1969 года научный сотрудник Японского фонда исследований рака, с 1999 года почетным членом Немецкой ассоциации исследований рака.
Почётный президент ряда благотворительных организаций.
Женат. Бездетен.
С 1 мая 2019 года является третьим и последним в линии наследования японского престола. Награждён японским орденом Хризантемы, а также датским орденом Слона.